# Micro-ARN 155

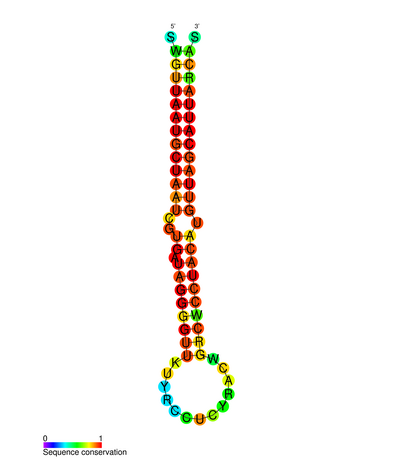
Représentation du miR 155.

Le micro-ARN 155 (miR 155 dans la terminologie anglophone) est un micro-ARN intervenant probablement dans le genèse de l'athérome et dans l'inflammation. 

## Rôles
Il a un rôle essentiellement pro-inflammatoire.
Son expression est augmentée par certains facteurs de l'inflammation et bloquée par les inhibiteurs médicamenteux de la janus kinase. Il promeut lui-même l'inflammation en stimulant certains lymphocytes T.
Présent dans les plaques d'athérome, il pourrait jouer un rôle dans sa genèse en réprimant la synthèse du BCL6 dans les macrophages. Au niveau cardiaque, il semble intervenir dans le phénomène inflammatoire lors d'une myocardite virale ou lors d'une cardiomyopathie hypertrophique, intervenant dans la genèse de cette dernière et la défaillance cardiaque.
Il pourrait également contribuer à une résistance à l'apoptose des macrophages.
Il est exprimé dans les astrocytes lors d'une sclérose en plaques ainsi que dans les fibroblastes synoviaux lors d'une polyarthrite rhumatoïde.